# Helmut Kraft
Helmut Kraft (* 24. Juli 1958 in Hall in Tirol) ist ein österreichischer Fußballtrainer und ehemaliger Fußballspieler.

## Laufbahn als Fußballtrainer

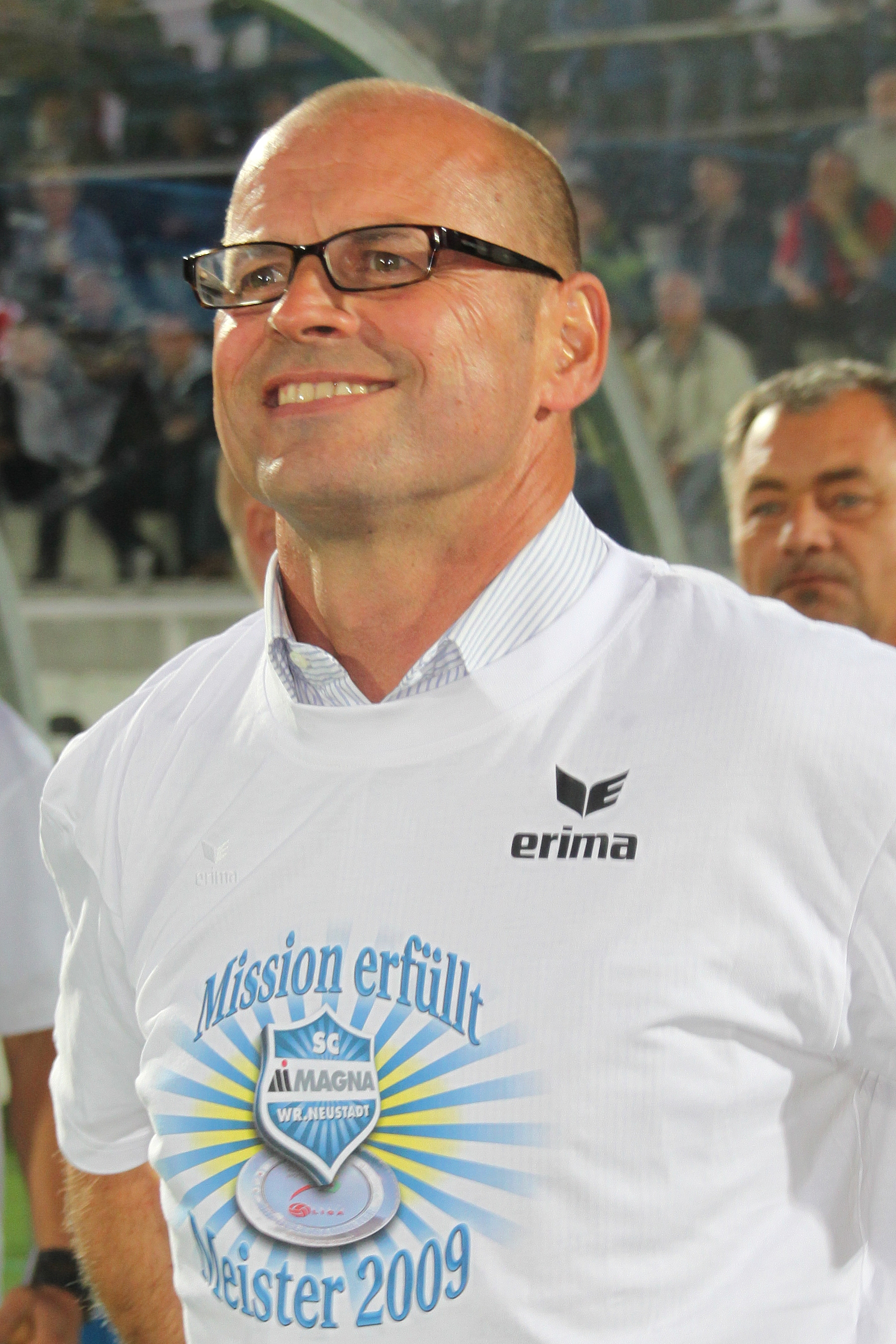
Helmut Kraft als Meistertrainer des SC Magna Wiener Neustadt (2009)

Seine erste Trainerstation hatte Helmut Kraft beim SV Hall als Spielertrainer. Im Sommer 1990 löste Kraft Hugo Perwein als Trainer der WSG Wattens ab und blieb für ein Jahr Trainer der Wattener. Von 1997 bis 2002 trainierte er den SV Wörgl, mit dem er 1998 in die 1. Division aufstieg und in der Saison 1999/00 den 3. Platz erreichte. Danach wurde er vom SC Untersiebenbrunn engagiert, ehe er wieder nach Tirol heimkehrte und zum FC Wacker Tirol wechselte. Danach erfolgten Engagements beim ASKÖ Pasching als Co-Trainer und Interimstrainer sowie beim FC Red Bull Salzburg als Betreuer. Am 1. Mai 2006 übernahm Helmut Kraft das Traineramt bei der SV Ried. Es wurde ein Vertrag über zwei Jahre abgeschlossen. Kraft führte die Mannschaft im Spieljahr 2006/07 überraschend zum Vizemeistertitel, der zur Teilnahme am UEFA-Cup berechtigte.
Am 22. Oktober 2007 wurde bekanntgegeben, dass Helmut Kraft den Posten des Sportdirektors seines ehemaligen Klubs FC Wacker Tirol, der mittlerweile FC Wacker Innsbruck hieß, übernehmen wird. Er führte vor allem familiäre Gründe für diesen überraschenden Wechsel an. Da die gewünschten Trainerkandidaten absagten, musste Kraft, der ursprünglich nur das Amt des Sportdirektors bekleiden sollte, ebenfalls als Trainer fungieren. Die Amtszeit von Kraft bei FC Wacker Innsbruck war wegen des bei seinem Amtsantritt bestehenden Punkterückstands nicht erfolgreich und endete mit dem Abstieg aus dem österreichischen Fußball-Oberhaus in der Saison 2007/08. Am 28. April 2008 wurde der Vertrag schließlich im beiderseitigen Einvernehmen gelöst.
Am 29. April 2008 wurde die Öffentlichkeit informiert, dass Helmut Kraft den in FC Magna Wiener Neustadt umbenannten SC Schwanenstadt als Trainer betreuen wird. Bei der Zusammenstellung der völlig neuen Mannschaft wirkte Kraft entscheidend mit und gab mit dem Meistertitel das Saisonziel klar vor. Helmut Kraft konnte die in ihn gesetzten Erwartungen erfüllen und führte den mittlerweile auf SC Wiener Neustadt umbenannten Verein zum Titelgewinn und Aufstieg in die Bundesliga. Bemerkenswert dabei ist, dass Kraft, obwohl er den „Auftrag“ bereits eine Runde vor Schluss erfüllte, nie unumstritten blieb.
Am 14. Dezember 2009 wurde nach dem letzten Spiel der Herbstmeisterschaft bekannt gegeben, dass Helmut Kraft auf Wunsch des Klubpräsidenten und Geldgebers Frank Stronach als Cheftrainer des SC Magna Wiener Neustadt abgelöst und durch Peter Schöttel ersetzt wird.
Am 5. Februar 2010 unterschrieb Helmut Kraft einen Vertrag bis 2011 beim oberösterreichischen Traditionsklub LASK Linz. Nach einer sportlichen Talfahrt trennte sich der LASK Linz am 10. November desselben Jahres von Helmut Kraft.
Am 3. Oktober 2011 wurde Helmut Kraft erneut zum Trainer seines Stammklubs SV Hall, mit der Aufgabe den Verein vom Abstieg aus der Regionalliga West zu bewahren. Dies misslang, die Mannschaft stieg zu Saisonende als Tabellenletzter mit 18 Zählern am Punktekonto ab.
Am 23. November 2012 wurde er vom Wiener Sportklub (Regionalliga Ost) als Nachfolger von Trainer Franz Maresch vorgestellt. Knapp einen Monat nach seinem Rücktritt beim Wiener Sportklub wurde Helmut Kraft am 11. November 2013 der Nachfolger von Adam Kensy beim SK Vorwärts Steyr. Aber auch in Steyr hielt es ihn nicht länger als ein Jahr. Ende September 2014 wurde er trotz eines guten Starts in die Saison der Regionalliga Mitte überraschend die einvernehmliche Trennung bekannt gegeben.
Im November 2015 übernahm Helmut Kraft den unterklassigen Tiroler Verein SK Zell am Ziller, der in der 1. Klasse Ost spielte. 2019 übernahm den mittlerweile im Amateurfußball verkehrenden FC Lustenau 07 und kam nach einem Jahr als Trainer zur SPG Silz/Mötz.

## Erfolge als Trainer
- 1-mal Vizemeister Bundesliga:
  - 2006/07 mit der SV Ried
- 2-mal Meister Erste Liga:
  - 2003/04 mit dem FC Wacker Tirol
  - 2008/09 mit dem SC Magna Wiener Neustadt
- 1-mal Meister Regionalliga West:
  - 1999/00 mit dem SV Wörgl